# Maila Nurmi
Maila Nurmi o Vampira, pseudonimo di Maila Elizabeth Syrjaniemi (Petsamo, 11 dicembre 1922 – Los Angeles, 10 gennaio 2008), è stata una modella, attrice e personaggio televisivo finlandese naturalizzata statunitense.

## Biografia

### Esordi
Sebbene Maila Nurmi abbia spesso dichiarato di essere nata in Finlandia, nella regione di Petsamo, i suoi più recenti biografi concordano nell'identificare il suo effettivo luogo di nascita in Gloucester, nel Massachusetts. Da smentire anche la presunta parentela con l'atleta finlandese Paavo Nurmi, del quale Maila - che affermava di esserne nipote - avrebbe adottato il cognome solo nel '45.
Sua madre, Sophie Peterson, era un'americana di origini finlandesi, mentre suo padre, Onni Niemi (anglicizzazione dell'originale Syrjäniemi) era un giornalista finlandese, all'epoca non ancora naturalizzato statunitense. Durante l'infanzia, Nurmi visse con loro e con il fratello ad Ashtabula, sede della più grande comunità finlandese dell'Ohio, a Duluth (Minnesota) e ad Astoria (Oregon), dove si diplomò nel 1940.
Nel 1941, Nurmi lasciò Astoria per tentare una carriera nel mondo dello spettacolo, prima a Los Angeles, senza successo, e poi a New York.
Nel 1944 fu scritturata a Broadway per due opere teatrali di Mike Todd, Catherine Was Great e Spook Scandals. Dalla prima, che debuttò il 2 agosto 1944, fu estromessa - a suo dire per volontà della protagonista, Mae West, che avrebbe temuto di essere messa in ombra. Lo spettacolo horror Spook Scandals, in cui Nurmi appariva in un costume da scheletro, le permise invece di ottenere l'attenzione del famoso regista Howard Hawks, che la richiamò a Los Angeles col progetto di girare l'adattamento cinematografico del romanzo horror Dreadful Hollow. Il film però non venne mai realizzato.
La sua prima apparizione sugli schermi avverrà solo nel 1947, in un piccolo ruolo non accreditato del film con Deborah Kerr, Peccatori senza peccato (If Winter Comes).
Prima di approdare alla televisione, Nurmi lavorò come danzatrice esotica e come pin-up, anche per l'illustratore Alberto Vargas, ruoli che peraltro la accomunavano ad altri nomi divenuti poi celebri come Marilyn Monroe e Mamie Van Doren.
Lavorò anche come showgirl per il Carroll Earl Theatre e come ballerina di fila al Florentine Gardens, insieme alla nota spogliarellista Lili St. Cyr. Nel 1950 si guadagnava da vivere soprattutto posando come pin up per le riviste maschili Famous Models, Gala e Glamorous Models e come guardarobiera al Sunset Strip di Hollywood.

### La creazione di Vampira e il breve successo

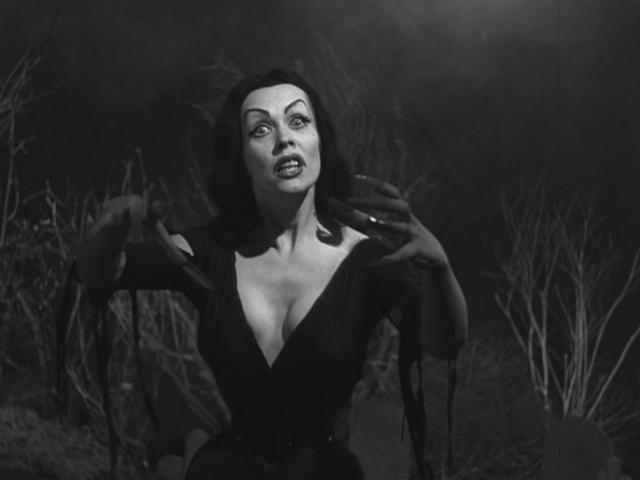
Maila Nurmi nei panni di Vampira nel film di Ed Wood, Plan 9 from Outer Space (1959)

L'idea per il personaggio di Vampira nacque nel 1953, quando la Nurmi partecipò all'annuale Bal Caribe Masquerade del coreografo Lester Horton, in un costume ispirato al personaggio di Morticia Addams (allora ancora senza questo nome), protagonista delle vignette disegnate da Charles Addams e pubblicate su The New Yorker. Il suo costume vinse il primo premio e attirò l'attenzione del produttore televisivo Hunt Stromberg, Jr. che pensò di affidarle il ruolo di presentatrice per una rassegna di film horror sulla rete televisiva KABC-TV di Los Angeles. Stromberg riuscì a contattarla tramite un amico comune, Rudi Gernreich, poi divenuto famoso come ideatore del primo monokini.
Il nome "Vampira" fu ideato da Dean Riesner, che la Nurmi aveva sposato nel 1949. Riesner era un ex bambino prodigio del cinema muto, poi divenuto sceneggiatore di numerosi film per il cinema e la televisione tra i quali Ispettore Callaghan: il caso Scorpio è tuo!, Chi ucciderà Charley Varrick?, Brivido nella notte. Malgrado in netto contrasto con la figura della donna dell'epoca, ll successo di Vampira fu subito enorme: articoli su di lei furono pubblicati da Life e da Newsweek e nel 1954 venne nominata per un premio Emmy come "migliore personalità femminile" dall'Accademia delle Scienze e delle Arti Televisive degli Stati Uniti. Frequentando tutte le feste più in voga dell'epoca, strinse rapidamente amicizia con numerosi personaggi famosi, tra cui Marlon Brando, Elvis Presley e soprattutto James Dean, all'epoca ancora semisconosciuto.
Nel 1954 improvvisamente il suo programma venne però cancellato dal palinsesto, dopo soli otto mesi. In breve la KABC-TV creò un altro personaggio, Voluptua, bionda e sensuale presentatrice di una rassegna di film romantici impersonata da Gloria Pall. Per la Nurmi fu un danno notevole perché i diritti del suo personaggio appartenevano all'emittente televisiva. Inoltre il 20 giugno 1955 rischiò di essere uccisa da uno psicopatico che la sequestrò nel suo appartamento, tenendola prigioniera per quasi quattro ore; dopo ripetuti tentativi la donna riuscì a fuggire e a chiamare la polizia con l'aiuto del proprietario di un negozio vicino. In quello stesso anno l'amico James Dean morì in un inquietante incidente automobilistico e i giornali lanciarono maligne illazioni sul fatto che proprio le frequentazioni con Vampira, “la perfida strega”, avessero influito negativamente sul destino dell'attore, portandolo a quella tragica fine.
Nel 1956 Vampira, ormai separata anche dal marito, viveva con un sussidio di disoccupazione di soli tredici dollari settimanali. Fu allora che venne contattata da un collaboratore del regista Ed Wood per partecipare al film Plan 9 from Outer Space. La Nurmi accettò solo per i duecento dollari di paga. Trovava, infatti, talmente banale il copione del film e la parte assegnatale che volle recitare muta, condizione che Wood accettò. Dopo Plan 9 girò altri tre film, The Beat Generation, Corruzione nella città e Sex Kittens go to College di Albert Zugsmith; in tutti e tre compariva anche Jackie Coogan, il protagonista de Il monello di Charlie Chaplin poi divenuto famoso per aver impersonato Zio Fester nella serie televisiva La famiglia Addams. Il suo ultimo film risale al 1962, La spada magica, un fantasy prodotto e diretto da Bert I. Gordon, in cui Maila appare irriconoscibile, a parte le caratteristiche unghie vampiresche.
Il 20 giugno 1961 sposò a Orange County l'attore italiano Fabrizio Mioni, aprendo in seguito una boutique su Melrose Avenue, Vampira's Attic, dove vendeva gioielli fatti a mano e vestiti. Realizzò oggetti d'arte per diverse celebrità, tra cui Grace Slick dei Jefferson Airplane e Frank Zappa.

### Revival negli anni ottanta e contesa con Elvira

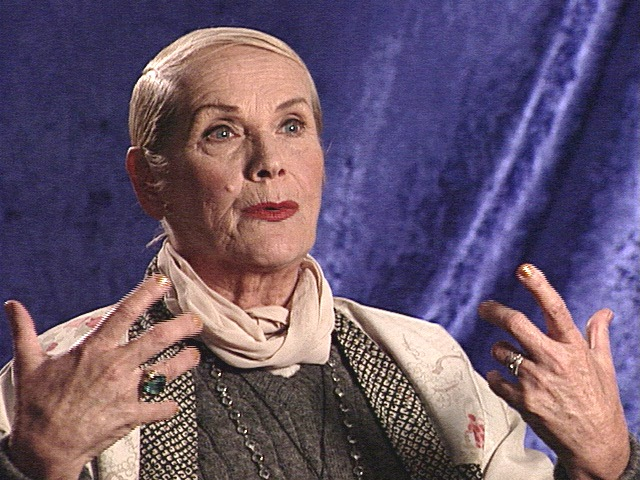
Maila Nurmi nel documentario Schlock! The Secret History of American Movies (2001)

Quando nel 1980 Harry e Michael Medved per primi decretarono Plan 9 come il peggior film della storia del cinema, questo cominciò ad acquistare una discreta fama, così come il personaggio di Vampira, che tornò ben presto in auge. Nell'aprile 1981 Maila uscì dal suo ritiro per apparire in un cortometraggio dal titolo Bungalow Invader, in cui compariva nei panni di Vampira. Accettò di partecipare a questo lavoro in quanto la legava una stretta amicizia con il proprietario del locale in cui il film fu girato, John Deaven. Inoltre pensava che fosse un buon segno il fatto che lui avesse le stesse iniziali di James Dean.
Durante la festa di Halloween del 1987 Vampira ritornò in televisione, nello spettacolo Late Show della Fox TV. Era vestita di nero con lunghe unghie nere, aveva il ragno Rollo appollaiato sulla spalla e indossava un cappello nero con occhiali da sole stile anni cinquanta. Durante lo spettacolo definì Elvira, colei che l'aveva sostituita nel ruolo di "dark-lady televisiva", come una "Judy Canova con le ragnatele". Sei anni prima, infatti, le era stata richiesta dalla KHJ-TV una collaborazione per riportare The Vampira Show sugli schermi televisivi. La Nurmi aveva accettato, ma poco dopo abbandonò il progetto per delle divergenze con i produttori. Il motivo fu nella scelta di un'attrice, Cassandra Peterson, il cui personaggio Elvira pur avendo connotati simili a quelli di Vampira, rivelava una notazione burlesca non condivisa dalla Nurmi la quale, peraltro, non era stata interpellata per un parere in merito. Lo spettacolo fu allora ribattezzato Elvira's Movie Macabre e diede avvio a una disputa legale per i diritti d'immagine; le istanze della Nurmi alla fine non trovarono accoglimento.

### Anni novanta

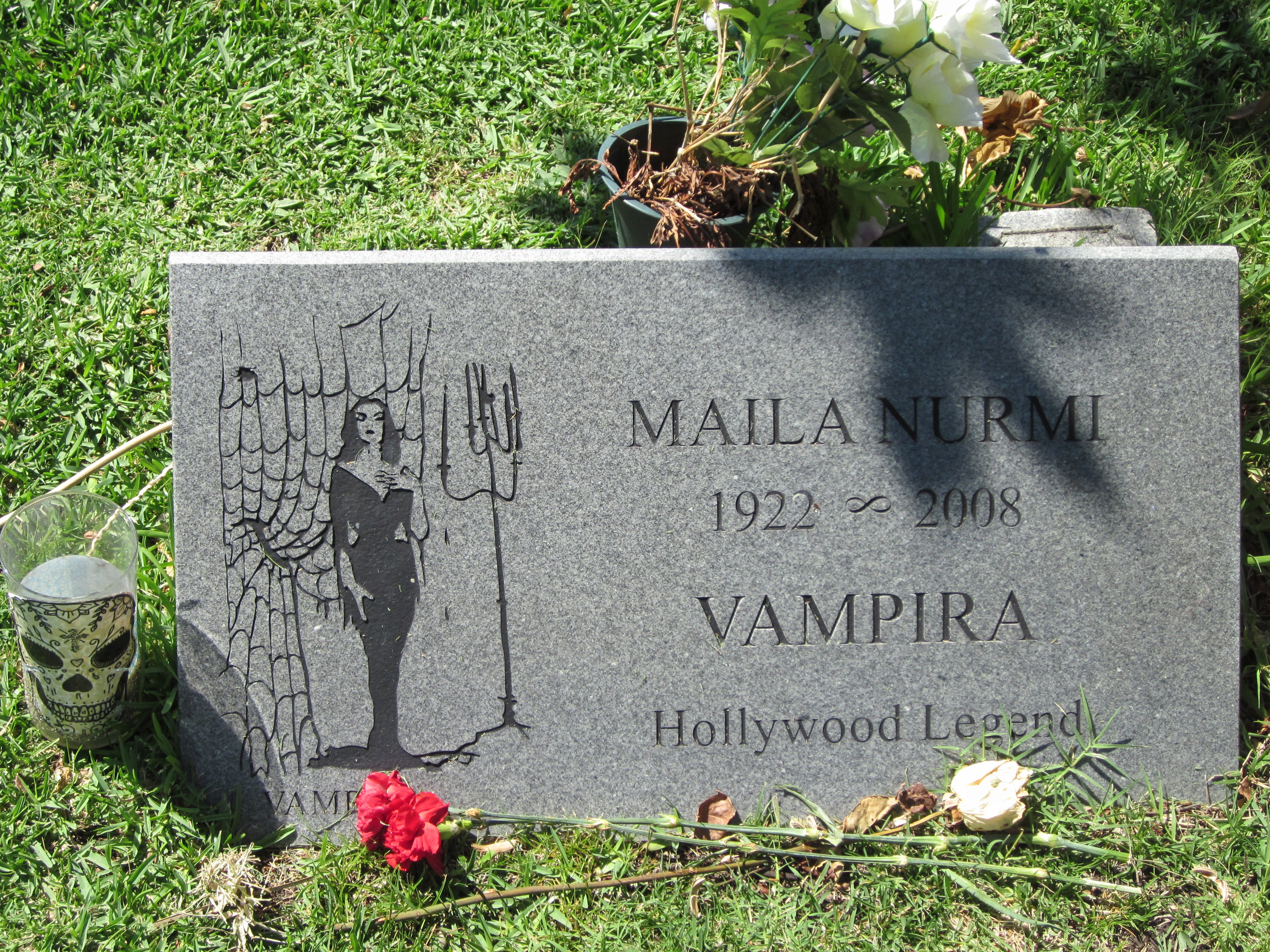
Pietra tombale di Maila Nurmi

Agli inizi degli anni novanta la fama di Vampira crebbe ancora, registrando un susseguirsi di articoli, interviste, approfondimenti legati al personaggio. Successivamente la Nurmi collaborò come consulente tecnico per il film Ed Wood di Tim Burton, in cui furono ricostruiti tutti gli episodi della lavorazione del film Plan 9 from Outer Space. La parte di Vampira fu interpretata da Lisa Marie, allora compagna del regista. Nel 2001 Maila Nurmi aprì il suo sito Internet ufficiale, iniziando a vendere memorabilia autografate e oggetti d'arte originali su eBay. È morta il 10 gennaio 2008, per cause naturali, nella sua casa di Hollywood, all'età di 85 anni. La sua tomba si trova oggi nel Griffith Lawn dell'Hollywood Forever Cemetery.

## Il personaggio di Vampira

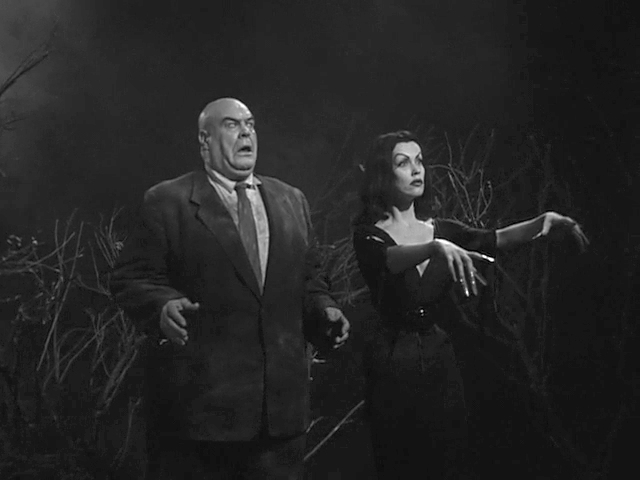
Tor Johnson e Vampira in Plan 9 from Outer Space (1959)

Nel 1954, a mezzanotte, sul canale 7 della KABC, Vampira fece la sua prima comparsa nel The Vampira Show, attraversando un corridoio ricoperto di ragnatele, appena illuminato dalla fioca luce dei candelabri. Un urlo lacerante e isterico come premessa: "Buonasera. Io sono Vampira...". La frase di benvenuto di Vampira era: "Spero che voi siate stati tanto fortunati da aver passato una settimana orribile", quella di congedo: "Fate brutti sogni, cari", accompagnata da una terrificante risata di chiusura. Spesso era accompagnata dal fido Rollo, il suo ragno da compagnia.
Una delle caratteristiche più singolari della sua figura era l'innaturale vitino da vespa, ottenuto spalmandosi crema cosmetica mista a polvere di papaya per ammorbidire la pelle. Il suo girovita arrivò a toccare i 42 centimetri. Non abbandonava quasi mai i panni di Vampira e spesso la si vedeva a passeggio per Los Angeles strizzata nel suo lungo abito nero e con un ombrello perché, come amava ripetere, se anche c'era il sole lei sperava che arrivasse un tremendo temporale.

## Filmografia

### Cinema
- Peccatori senza peccato (If Winter Comes), regia di Victor Saville (1947, non accreditata)
- Amore sotto coperta (Ship Passenger), regia di Michael Curtiz (1948, non accreditata)
- Furia d'amare (Too Much, Too Soon), regia di Art Napoleon (1958, non accreditata)
- Plan 9 from Outer Space, regia di Ed Wood (1958)
- The Beat Generation, regia di Charles F. Haas (1959)
- Corruzione nella città (The Big Operator), regia di Charles F. Haas (1959)
- La negra bianca (I Passed for White), regia di Fred M. Wilcox (1960, non accreditata)
- Sex Kittens go to College, regia di Albert Zugsmith (1960)
- La spada magica (The Magic Sword), regia di Bert I. Gordon (1962)
- Population: 1, regia di Rene Daalder (1986, non accreditata)
- Dry, regia di Mika Ripatti (1996) - cortometraggio
- I Woke Up Early the Day I Died, regia di Aris Iliopulos (1998)
- No Way In, regia di Sam Mussari (2000) - cortometraggio

## Televisione
- My Hero - serie televisiva, episodio Lady Mortician (1952)
- The Red Skelton Show - serie televisiva, episodio Dial 'B' for Brush (1954)
- Playhouse 90 - serie televisiva, episodio The Jet-Propelled Couch (1957)
- Horror Kung-Fu Theatre - serie televisiva, 2 episodi (1995, 2018)

## Programmi TV
- The Vampira Show - trasmissione televisiva (1954-1955)
- Vampira Returns - trasmissione televisiva (1956)
- Vampira - trasmissione televisiva (1956)

## Omaggi
- Nel 1982 il gruppo The Misfits, inventore dell'horror punk, le dedicò il brano Vampira, contenuto nell'album Walk Among Us.
- Nel 1993 il gruppo gothic rock statunitense Astrovamps le dedicò un brano musicale.